# Magyarország a 2015-ös atlétikai világbajnokságon
Magyarország a kínai Pekingben megrendezésre került 2015-ös atlétikai világbajnokság egyik részt vevő nemzete volt, 12 sportolóval képviseltette magát. Az indulási szintet tizenketten teljesítették, de a hosszútávfutó Papp Krisztina és a gyalogló Helebrandt Máté nem indultak. Az utánpótlás Európa-bajnokságon harmadik helyen végzett Pásztor Bence kalapácsvető indításánál a magyar szövetség eltekintett a szint teljesítésétől. Augusztusban Hudi Ákos kalapácsvetőt az IAAF meghívta a versenyre. A magyar válogatott nagy része augusztus 12-től a japán Ucunomijában készült a világbajnokságra.

## Eredmények

### Férfi
| Versenyző   | Versenyszám | Előfutam | Előfutam | Előfutam | Elődöntő | Elődöntő | Elődöntő | Döntő   | Döntő    |
| Versenyző   | Versenyszám | Idő      | Hely.    | Össz.    | Idő      | Hely.    | Össz.    | Idő     | Helyezés |
| ----------- | ----------- | -------- | -------- | -------- | -------- | -------- | -------- | ------- | -------- |
| Baji Balázs | 110 m gát   | 13,45    | 3.       | 17.      | 13,51    | 6.       | 19.      | kiesett | kiesett  |

| Versenyző      | Versenyszám   | Selejtező | Selejtező | Döntő    | Döntő    |
| Versenyző      | Versenyszám   | Eredmény  | Helyezés  | Eredmény | Helyezés |
| -------------- | ------------- | --------- | --------- | -------- | -------- |
| Pars Krisztián | Kalapácsvetés | 75,37 m   | 9.        | 77,32 m  | 4.       |
| Pásztor Bence  | Kalapácsvetés | 71,14 m   | 28.       | kiesett  | kiesett  |
| Hudi Ákos      | Kalapácsvetés | 71,15 m   | 27.       | kiesett  | kiesett  |
| Kővágó Zoltán  | Diszkoszvetés | 61,37 m   | 18.       | kiesett  | kiesett  |

### Női
| Versenyző         | Versenyszám     | Eredmény | Helyezés |
| ----------------- | --------------- | -------- | -------- |
| Madarász Viktória | 20 km gyaloglás | 1:32:01  | 15.      |

| Versenyző     | Versenyszám   | Selejtező | Selejtező | Döntő    | Döntő    |
| Versenyző     | Versenyszám   | Eredmény  | Helyezés  | Eredmény | Helyezés |
| ------------- | ------------- | --------- | --------- | -------- | -------- |
| Márton Anita  | Súlylökés     | 18,85 m   | 4.        | 19,48 m  | 4. (NR)  |
| Orbán Éva     | Kalapácsvetés | 64,57 m   | 28.       | kiesett  | kiesett  |
| Gyurátz Réka  | Kalapácsvetés | 68,26 m   | 19.       | kiesett  | kiesett  |
| Szabó Barbara | Magasugrás    | 1,80 m    | 26.       | kiesett  | kiesett  |

| Versenyző      | Versenyszám | 100 m gát | 100 m gát | Magasugrás | Magasugrás | Súlylökés | Súlylökés | 200 m | 200 m | Távolugrás | Távolugrás | Gerelyhajítás | Gerelyhajítás | 800 m   | 800 m | Végeredmény | Végeredmény |
| Versenyző      | Versenyszám | Idő       | Pont      | Eredmény   | Pont       | Eredmény  | Pont      | Idő   | Pont  | Eredmény   | Pont       | Eredmény      | Pont          | Idő     | Pont  | Pont        | Helyezés    |
| -------------- | ----------- | --------- | --------- | ---------- | ---------- | --------- | --------- | ----- | ----- | ---------- | ---------- | ------------- | ------------- | ------- | ----- | ----------- | ----------- |
| Farkas Györgyi | Hétpróba    | 13,85     | 1000      | 186 cm     | 1054       | 14,13 m   | 803       | 25,43 | 848   | 6,29 m     | 940        | 49,30 m       | 847           | 2:14,71 | 897   | 6389        | 6.          |
| Krizsán Xénia  | Hétpróba    | 13,70     | 1021      | 180 cm     | 978        | 14,12 m   | 802       | 25,27 | 862   | 6,16 m     | 899        | 49,17 m       | 844           | 2:13,36 | 916   | 6322        | 9.          |